# Supercúmulo de Ofiuco
El supercúmulo de Ofiuco es una agrupación de cúmulos de galaxias cercanas en la constelación de Ofiuco, que forma el muro lejano del vacío de Ofiuco, y también podría estar conectado a través de un filamento galáctico con el supercúmulo Pavo-Indus-Telescopium y el supercúmulo de Hércules. Este supercúmulo está centrado en el cúmulo supergigante (clase Abell tipo I) cúmulo de Ofiuco, y tiene como miembros al menos otros dos cúmulos de galaxias, cuatro grupos de galaxias más y varios campos de galaxias.
En febrero de 2020, los astrónomos informaron que una región de 1,5 millones de años luz de ancho en este supercúmulo se originó en la galaxia central del cúmulo de Ofiuco. La galaxia elíptica supergigante NeVe 1 es el punto de explosión del supercúmulo de Ofiuco, provocada por la eyección de ~270 millones de masas solares del agujero negro supermasivo de NeVe 1; que podría ser la mayor explosión conocida en el universo desde el Big Bang.

## Descubrimiento
Fue descubierto en 1981 por Ken-ichi Wakamatsu de la Universidad de Gifu y Matthew Malkan en las placas fotográficas Palomar Schmidt IV-N durante un estudio de cúmulos globulares ocultos. En teoría determinar las características de un supercúmulo podría ayudar a explicar más correctamente el componente de exceso de velocidad del grupo local de galaxias.